# Hymenochaete ryvardenii
Hymenochaete ryvardenii är en svampart som beskrevs av Parmasto 2001. Hymenochaete ryvardenii ingår i släktet Hymenochaete och familjen Hymenochaetaceae.   Inga underarter finns listade i Catalogue of Life.